# Jefferson County, Ohio
Jefferson County är ett administrativt område i delstaten Ohio, USA, med 69 709 invånare. Den administrativa huvudorten (county seat) är Steubenville.

## Geografi
Enligt United States Census Bureau har countyt en total area på 1 064 km². 1 061 km² av den arean är land och 3 km² är vatten.

### Angränsande countyn
- Columbiana County - nord
- Hancock County, West Virginia - nordost
- Brooke County, West Virginia - öst
- Ohio County, West Virginia - sydost
- Belmont County - syd
- Harrison County - sydväst
- Carroll County - nordväst

### Orter
- Adena (delvis i Harrison County)
- Amsterdam
- Steubenville (huvudort)
- Toronto